# Thurso (stacja kolejowa)
Thurso – stacja kolejowa w Thurso, w Szkocji (Wielka Brytania). Jest jedną z końcowych stacji Far North Line, która rozpoczyna się w Inverness. Inną stacją końcową jest Wick. Z dworca autobusowego do Scrabster można dostać się za pomocą promu NorthLink na Orkady. Znajduje się tu 1 peron. Stacja jest obsługiwana przez First ScotRail.

Stacja w Thurso jest najbardziej na północ wysuniętą częścią brytyjskiej sieci kolejowej.